# Henri Chaput
Pour les personnes portant le même patronyme, voir Chaput.
Ne doit pas être confondu avec son homophone, le sculpteur Henri Chapu.
Henri Chaput est un chirurgien français, né en 1857 et mort en 1919, surtout connu pour ses contributions à la chirurgie abdominale et à l’asepsie opératoire.

## Biographie
Victor Alexandre Henri Chaput est né le 17 novembre 1857 à Tonnerre, dans l’Yonne. Il s’inscrit à la faculté de médecine de Paris en 1876 et, en 1878, il est reçu à l’externat des hôpitaux. Il travaille d'abord chez Simon Duplay, puis à l'hôpital Sainte-Eugénie auprès d'Ernest Cadet de Gassicourt.
Il est reçu interne des hôpitaux en 1880. Il reste six mois à Bicêtre, avec Eugène Paulin Gillette, avant d'être nommé à l’Hôtel-Dieu dans le service de Photinos Panas qui l’oriente vers la chirurgie nerveuse. Léon Le Fort l’initie ensuite à la gynécologie. Il passe sa troisième année à l'hôpital Beaujon, auprès de Paul Tillaux qui lui transmet son intérêt pour l’anatomie, discipline que Chaput enseigne, comme aide d’anatomie, à la faculté de médecine et à l'amphithéâtre d'anatomie de Clamart. Il termine son internat à l'hôpital Lariboisière, avec Duplay.
En 1885, il soutient sa thèse sur « les fractures anciennes de la rotule », travail récompensé par la médaille d’argent de la faculté de médecine. La même année, il devient prosecteur. En 1888, il est nommé chirurgien des hôpitaux et il rejoint Octave Terrillon à la Salpêtrière. Il est élu membre titulaire de la Société de chirurgie de Paris, future Académie de chirurgie, le 13 décembre 1893. En 1897, il est nommé chef de service à la maison de santé municipale puis, en 1898, à l'hôpital Tenon. Deux ans plus tard, en 1900, il prend la direction du service de chirurgie de l'hôpital de la Pitié, qu'il quitte en 1901 pour l'hôpital Broussais. Il y exerce jusqu’en 1906, date à laquelle il est nommé à Lariboisière où il restera jusqu’à la fin de sa carrière.
En 1914, il devient chirurgien consultant des armées. Il dirige également le service des blessés militaires de Lariboisière. C’est là qu’il soigne son propre fils, Jean, pilote de chasse grièvement blessé. Le jeune aviateur reprend bientôt les commandes de son appareil, mais il est de nouveau atteint, et cette fois mortellement. Chaput est accablé par ce deuil. Il meurt peu de temps après, en février 1919.

## Œuvre
Si Chaput a beaucoup apporté dans les domaines de la chirurgie orthopédique et de l’amputation, ses contributions ont également été importantes dans ceux de la gynécologie, de l’anesthésie péridurale, du drainage et de l’asepsie, et une part essentielle de ses travaux a concerné la chirurgie abdominale, plus particulièrement intestinale, dans laquelle on lui doit surtout la description de la péritonisation du petit bassin. Il faut enfin compter à son actif la mise au point des « gants de Chaput ».

### Les gants de Chaput
En 1901, Chaput présente à la tribune de la Société de chirurgie des gants chirurgicaux conçus en 1899, imperméables et stérilisables à l’autoclave. Aux États-Unis quelques années plus tôt, William Halsted avait déjà introduit des gants de caoutchouc en chirurgie, mais seulement dans un but de protection dermique, et non pas d’asepsie. Les gants de Chaput resteront en usage jusqu'à l'apparition des gants jetables dans les années 1970,.

## Publications

### Volumes
- 1888 : Étude expérimentale et clinique sur le mécanisme des fractures de la rotule, Paris, G. Steinhel, 1888, 24 p. (lire en ligne).
- 1892 : Technique et indications des opérations sur l'intestin, l'estomac et les voies biliaires, Asselin et Houzeau, 1892, 168 p. (lire en ligne).
- 1896 : Thérapeutique chirurgicale des affections de l'intestin, du rectum et du péritoine, O. Doin, 1896, 244 p. (lire en ligne).
- 1899 : Asepsie et antisepsie chirurgicales, O. Doin, 1899, 2e éd. (1re éd. 1893), 187 p. (lire en ligne) (avec Octave Terrillon).
- 1907 : Les Fractures malléolaires du cou-de-pied et les accidents du travail, Masson, 1907, 147 p. (OCLC 14781051, présentation en ligne).

### Articles
- 1886 : « Considérations sur le mécanisme des mouvements du pied, suivi de l'étude anatomique et physiologique d'une pièce de pied bot varus équin congénital », Bull. Soc. anat., 4e série, vol. 11,‎ février 1886, p. 125-138 (lire en ligne, consulté le 8 janvier 2012).
- 1889 : « Nouveau procédé d'amputation intra-calcanéenne horizontale », Bulletins de la Société anatomique de Paris, 5e série, vol. 64,‎ janvier 1889, p. 80-82 (résumé).
- 1889 : « De la réunion sans drainage », La Semaine médicale, no 21,‎ 1889.
- 1890 : « Étude histologique, expérimentale et clinique sur la section de l'éperon dans les anus contre nature, par la pince ou l'entérotome », Arch. gén. méd., Asselin et Houzeau, 7e série, no 26,‎ 1890, p. 129-150 et 297-313 (lire en ligne, consulté le 8 janvier 2012).
- 1890 : « Les Réformes urgentes en chirurgie à Paris », Revue de clinique et de thérapeutique, Paris, librairie Berthier,‎ 1890.
- 1891 : « De l'entéro-anastomose ou opération de Maisonneuve : Procédés opératoires, indications, résultats », Arch. gén. méd., 7e série, no 27,‎ 1891, p. 543-567 et 687-703 (lire en ligne, consulté le 9 janvier 2012).
- 1892 : « Étude expérimentale sur le traitement des plaies de l'intestin chez le chien », Arch. gén. méd., 7e série, no 29,‎ 1892, p. 257-274 et 440-452 (lire en ligne, consulté le 9 janvier 2012).
- 1892 : « Sur un nouveau procédé opératoire pour l'établissement de l'anus contre nature (procédé de la forcipressure) », Arch. gén. méd., 7e série, no 30,‎ 1892, p. 442-446 (lire en ligne, consulté le 9 janvier 2012).
- 1893 : « De la résection large du rocher dans le traitement de la carie de cet os », Revue internationale de rhinologie,‎ 1893 (lire en ligne, consulté le 8 janvier 2012).
- 1893 : « Les Conditions de succès des grandes opérations sur l'intestin », Revue générale des sciences pures et appliquées, no 18,‎ 30 septembre 1893.
- 1894 : « Étude sur la gastro-entérostomie : Procédés de Senn, de Murphy et de Wölfler ; Description d'un procédé inédit : Gastro-entérostomie valvulaire », La Presse médicale,‎ 1894, p. 225-228 (lire en ligne, consulté le 12 mai 2014).
- 1894 : « De l'abouchement des uretères dans l'intestin », Arch. gén. méd., 8e série, no 1,‎ 1894, p. 5-31 (lire en ligne, consulté le 10 juillet 2012).
- 1894 : « Description d'un nouveau procédé de suture intestinale : Suture par invagination et abrasion », Bulletin de la Société anatomique,‎ 1894.
- 1894 : « Traitement des hernies gangrenées », Arch. gén. méd., 8e série, no 1,‎ 1894, p. 523-538 (lire en ligne, consulté le 10 juillet 2012).
- 1894 : « Hystérectomie vagino-abdominale, avec suture hermétique du péritoine (hystérectomie vagino-abdominale fermée) », Bulletins et mémoires de la Société obstétricale et gynécologique de Paris,‎ 1894, p. 18-24.
- 1894 : « Traitement des anus contre nature et des fistules stercorales », Arch. gén. méd., 8e série, no 2,‎ 1894, p. 305-321.
- 1895 : « Traitement des plaies pénétrantes de l'abdomen », Arch. gén. méd., 8e série, no 4,‎ 1895, p. 129-142 (lire en ligne, consulté le 10 juillet 2012).
- 1902 : « Les Différents Procédés d'anesthésie chirurgicale (éther, chloroforme, chloréthyle, cocaïne locale et lombaire) », La Presse médicale, no 47,‎ 11 juin 1902, p. 555-557 (lire en ligne, consulté le 12 mai 2014).
- 1902 : « Les Agrafes de Michel en chirurgie abdominale », Bulletins et mémoires de la Société de chirurgie,‎ 1902 (présentation en ligne).
- 1903 : « Un hôpital d'autrefois : Notre-Dame des Fontenilles de Tonnerre », Bulletin de la Société française d’histoire de la médecine, no 2,‎ 1903, p. 122-141 (lire en ligne, consulté le 10 juillet 2012).
- 1904 : « La Cure radicale de la hernie crurale : Le Procédé du rideau et de la suture des gaines », La Presse médicale, no 53,‎ 2 juillet 1904, p. 417-418 (lire en ligne, consulté le 10 mai 2014).
- 1904 : « L’Anesthésie rachidienne à la stovaïne », Bull. Soc. chir., vol. 30,‎ 1904, p. 835-853.
- 1910 : « Une année d’anesthésie lombaire à la novocaïne », La Gazette des hôpitaux, vol. 83,‎ 26 avril 1910, p. 670.
- 1916 : « Un nouveau mode de drainage : Le Drainage filiforme », La Presse médicale, no 12,‎ 28 février 1916, p. 89-91 (lire en ligne, consulté le 12 mai 2014).

### Participations
- « Anus contre nature » et « Fistules stercorales », dans Simon Duplay et Paul Reclus (dir.), Traité de chirurgie, 1892.
- Alfred Auvard (dir.), Guide de thérapeutique générale et spéciale, O. Doin, 1901 (avec Alfred Auvard, Louis Brocq, Ernest Desnos, Antoine Florand, Fernand Lubet-Barbon et al.).

### Édition
- Octave Terrillon, Œuvres, O. Doin, 1898.

## Source
- Jacques Poilleux, « Portrait de Henri Victor Chaput (1857-1919) », allocution prononcée à la séance solennelle de l'Académie de chirurgie, le 18 janvier 2006. (Texte intégral. Page consultée le 9 mai 2013.)